# كأس الإمبراطور 2005
كأس الإمبراطور 2005 (باليابانية: 第85回天皇杯全日本サッカー選手権大会) هو الموسم 85 من كأس الإمبراطور. كان عدد الأندية المشاركة فيه 80، وفاز فيه أوراوا رد دايموندز.